# لویک امبانگ اوندو
لویک امبانگ اوندو (انگلیسی: Loïc Mbang Ondo؛ زادهٔ ۵ اکتبر ۱۹۹۰) بازیکن فوتبال است.
وی همچنین در تیم ملی فوتبال گابن بازی کرده‌است.